# Pao baileyi
El Pao baileyi es una especie de pez actinopeterigio de agua dulce, de la familia de los tetraodóntidos. La especie es ocasionalmente utilizada en acuariofilia.

## Morfología
Con el cuerpo típico de los peces globo de agua dulce de su familia, la longitud máxima descrita fue de un macho de 12 cm. Sin espinas en las aletas, con la cabeza y resto del cuerpo normalmente cubiertos con excrecencias epidérmicas o cirros (pueden faltar en especímenes menores a 3 cm de longitud), cuerpo completamente sin escamas, abdomen de peces vivos de color dorado o anaranjado sin otras marcas.

## Distribución y hábitat
Se distribuye por ríos y lagos del sureste de Asia, en la cuenca hidrográfica del río Mekong. Son peces de agua dulce tropical, de comportamiento demersal, que viven principalmente en hábitats rocosos, incluidos los rápidos de la corriente principal del Mekong y sus afluentes más grandes.
Antes considerada una especie en estado de conservación vulnerable, en la actualidad se ha comprobado que en su área de distribución es relativamente común, por lo que no hay preocupación por ella.